# Aleksander Mogilnicki

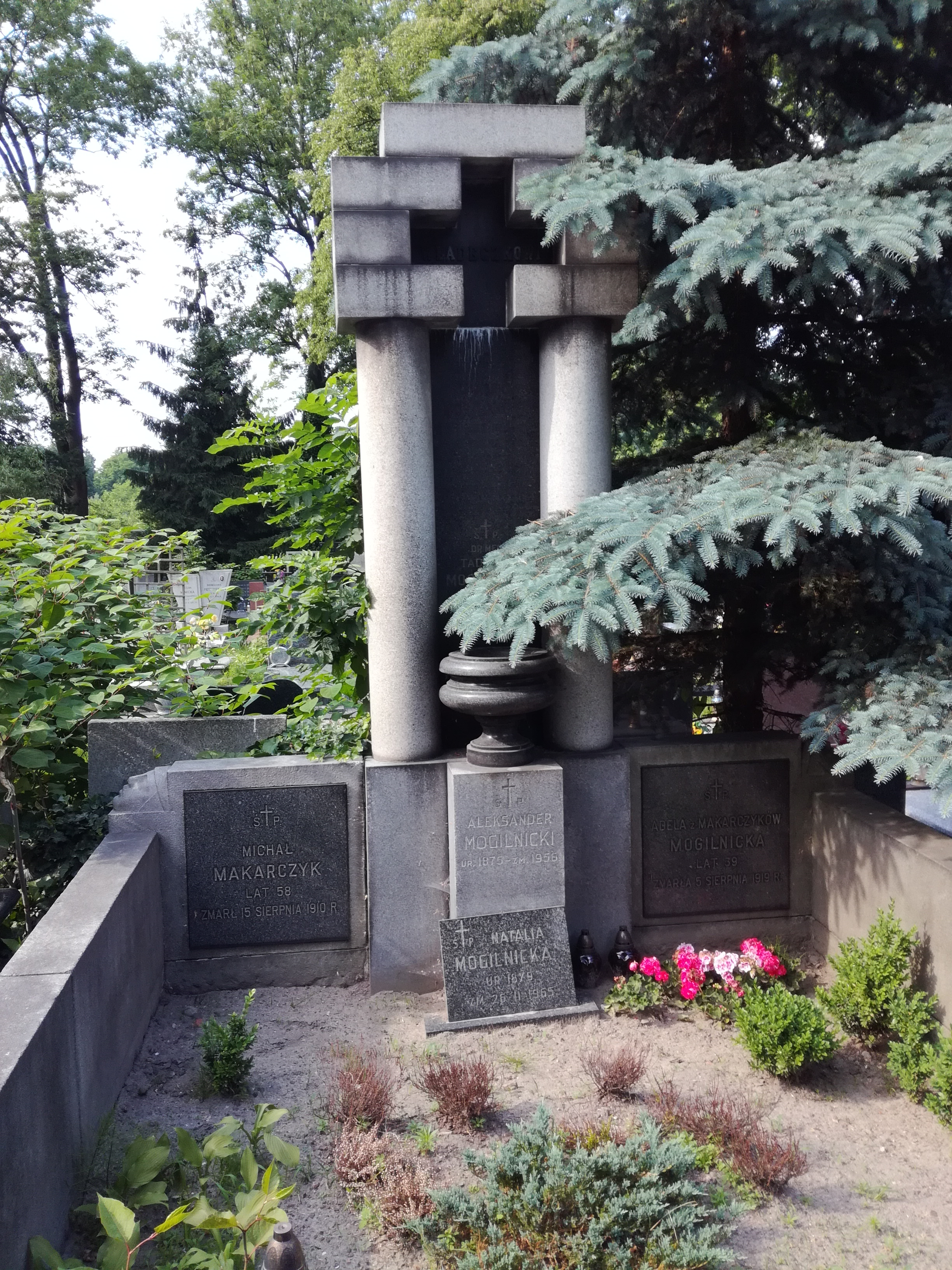
Grób Aleksandra Mogilnickiego na Starym Cmentarzu w Łodzi

Aleksander Mogilnicki (ur. 16 kwietnia 1875 w Warszawie, zm. 1 września 1956 w Łodzi) – polski prawnik, poeta, wykładowca uczelni, teoretyk i praktyk prawa, Prezes Izby Karnej Sądu Najwyższego w latach 1924–1929, zasłużony w dziedzinie pedagogiki specjalnej zajmującej się dzieckiem przestępczym, jeden z założycieli a także nauczycieli Gimnazjum Polskiego w Łodzi.
Stworzył liczne nowatorskie rozprawy społeczne i prawnicze, które przyniosły mu sławę wybitnego jurysty i które wprowadziły go na najwyższe stanowiska w dziedzinie prawa i sądownictwa.

## Życiorys

### Wykształcenie
Urodził się 16 kwietnia 1875 w Warszawie, jako syn Konstantego i Henryki z Żarnowskich. Ojciec jego, również z wykształcenia prawnik, znany działacz społeczny, jako oficer brał udział w powstaniu styczniowym, za co uwięziony został potem na dwa lata. Umiłowanie tradycji, głęboki patriotyzm – to atmosfera, która kształtowała jego młodość. Po przeniesieniu się rodziców do Łodzi (ojciec został tu rejentem) uczęszczał do miejskiego gimnazjum, które ukończył w 1892. Następnie studiował na Wydziale Prawa Cesarskiego Uniwersytetu Warszawskiego.

### Działalność zawodowa
Po skończeniu studiów wrócił do Łodzi w 1900 i po odbyciu praktyki u adwokata Jana Czeraszkiewicza, otworzył własną kancelarię adwokacką.
Wkrótce po zamieszkaniu w Łodzi związał się z gazetą codzienną „Goniec Łódzki”, prowadzoną od 1898 przez hr. Henryka Łubieńskiego. „Goniec Łódzki” konkurował z powołanym wcześniej przez Wiktora Czajewskiego „Rozwojem”, także w pozyskiwaniu do współpracy co wybitniejszych piór dziennikarskich i literackich, wśród nich także poetów, m.in. Artura Glisczyńskiego, Antoniego Mieszkowskiego, Władysława Rowińskiego, Wiktora Karlińskiego, Zygmunta Bartkiewicza.
W Łodzi przebywał do 1911, tu 6 lipca 1901 ożenił się z artystką – malarką Natalią Makarczyk.
Otrzymał stopień doktora prawa na Uniwersytecie Jagiellońskim. W latach 1913–1914 wykładał prawo karne na Wydziale Humanistycznym Towarzystwa Kursów Naukowych w Warszawie.
Był pracownikiem Komisji Prawa Karnego Tymczasowej Rady Stanu.

### Poeta
Poezją zajmował się tylko za młodu. W Łodzi wydał w 1903 swój jedyny zbiór wierszy Z jasnych dni. Utwory w nim zawarte stanowią swoistą kronikę ówczesnych wydarzeń kulturalnych w Łodzi i obchodzonych tu jubileuszy. Na przykład wiersz Mistrzowi cześć! – opatrzony adnotacją „Wiersz wypowiedziany na obchodzie jubileuszu Henryka Sienkiewicza w Łodzi dnia 22 grudnia 1900 r.”, czy wiersz Na nowe szlaki, napisany w 1902 na jubileusz Marii Konopnickiej.

### Prawnik
Przez większość życia był prawnikiem, szczególnie zajmowała go sytuacja prawna dzieci popełniających przestępstwa. Nr 2 czasopisma „Szkoła Specjalna” z 1983 zamieścił artykuł Ewalda Jacka Dukaczewskiego i Marka Kujawy, Zasłużeni dla pedagogiki specjalnej, w którym można przeczytać m.in.: „Ważnym nurtem działalności A. Mogilnickiego była praca na rzecz dziecka społecznie niedostosowanego, a szczególnie wchodzącego w konflikt z prawem karnym. Dostrzegał on zaniedbania w tej dziedzinie i dlatego aktywnie popierał wszelkie rodzące się inicjatywy, mogące przyczynić się do jej polepszenia. Jedną z nich był projekt Władysława Szenajcha, który uważał, że dziecko powinno być otoczone wielostronną i równomierną pod względem terytorialnym opieką, opartą na współdziałaniu różnych instytucji. Opieka ta wymaga odpowiedniej ilości kwalifikowanego personelu”. W 1916 wystąpił z poparciem tego projektu. Interesując się szczególnie sytuacją prawną dziecka przestępczego, ujmował ten problem bardzo szeroko, widząc walkę z przestępczością nieletnich na tle rozwoju działalności opiekuńczej, a przede wszystkim profilaktyki. Jego zdaniem „walka z przestępczością nieletnich powinna opierać się nie na karze, jak dotychczas, lecz na wychowaniu prewencyjnym”.
3 czerwca 1919 Sejm Ustawodawczy powołał do życia Komisję Kodyfikacyjną do zadań której należało między innymi przygotowywanie projektów jednolitego ustawodawstwa zarówno w dziedzinie prawa cywilnego jak i karnego dla wszystkich ziem wchodzących w skład Państwa Polskiego, a poprzednio podlegających prawom trzech zaborczych państw. Jako zasłużony już w owym czasie prawnik znalazł się wśród 40 członków Komisji. Aktywnie uczestniczył w posiedzeniach Komisji, na jednym z nich był referentem ustawy o sądach dla nieletnich. Prace nad nią trwały dość długo, a wiele kontrowersji wywołało zagadnienie dolnej i górnej granicy wieku odpowiedzialności nieletnich. Uważał, że granicę odpowiedzialności dziecka i dorosłego należy „przeprowadzić” bez żadnych okresów przejściowych. Proponował, aby granicę taką stanowił wiek 18 lat. Na innym posiedzeniu Komisji Kodyfikacyjnej przedstawił sprawę stosowania odpowiednich środków wychowawczych wobec nieletnich przestępców, między innymi upomnienia i nagany.
Zajmował się też sprawami popełniania przez nieletnich przestępstw z rozeznaniem i bez rozeznania oraz sprawami pozbawienia władzy rodzicielskiej.
Na pierwszym planie stawiał zawsze dobro dziecka, a dopiero później sankcje karne. Twierdził, że „dziecko to jeszcze nie obywatel, korzystający z pełni praw, to dopiero projekt na obywatela, młoda płonka, z której taki obywatel wyrośnie, jak się ją pielęgnować i kształcić będzie”. Dużo uwagi poświęcał też zakładaniu placówek wychowawczych i poprawczych.
Na rzecz dzieci przestępczych działał w Warszawskim Towarzystwie Patronatu nad Nieletnimi, organizując różne formy opieki nad jednostkami społecznie niedostosowanymi. Wychodził z założenia, że kara nie zawsze przynosi pozytywny efekt, często natomiast bywa środkiem szkodliwym w pracy z tego rodzaju młodzieżą.
Był prekursorem poglądów i rozwiązań, które absorbują do dziś środowiska prawnicze, nie tylko zresztą w Polsce. Miał bliskie związki z zakładem poprawczym dla chłopców w Studzieńcu. Te związki, obserwacje, doświadczenia i przemyślenia doprowadziły do napisania książki Dziecko i przestępstwo, która została wznowiona w poszerzonej i zaktualizowanej wersji w roku 1925.
Był członkiem redakcji „Gazety Sądowej”.
Był sędzią Sądu Apelacyjnego (od 1917) i Sądu Najwyższego (od 1920), a w 1924 mianowany został Prezesem Sądu Najwyższego. Stojąc zawsze na stanowisku niezawisłości sędziowskiej i odrzucając wszelkie próby ingerowania w orzecznictwo sądowe przez przedstawicieli ówczesnych władz – naraził się tym władzom i w 1929 usunięty został ze stanowiska. Powrócił wówczas do adwokatury.
Mieszkał w Warszawie.
W czasie II wojny światowej został aresztowany przez Gestapo i pewien czas spędził w więzieniu.

### Związki z Łodzią
Związki z Łodzią podtrzymywał w okresie międzywojennym, wykładając procedurę karną w łódzkiej Wolnej Wszechnicy Polskiej, a po wyzwoleniu – w Uniwersytecie Łódzkim. Miał duży sentyment do miasta swojej młodości i w nim ponownie zamieszkał. Zmarł w Łodzi w wieku 81 lat, 1 września 1956. Pochowany został na Starym Cmentarzu w Łodzi przy ulicy Ogrodowej, żegnany przez krewnych, liczne rzesze kolegów, przyjaciół i znajomych. Gazety łódzkie zamieściły kilka nekrologów, przypominających zasługi zmarłego jako wybitnego prawnika i wychowawcy wielu pokoleń prawniczych. Nie wspomniano jednak, że był również poetą.

## Publikacje
- Sąd przysięgłych (1899),
- Sądy administracyjne (1900),
- Indywidualizacja kary (1900),
- Kary dodatkowe (1907),
- Obrońca kryminalny a opinie publiczna (1911),
- Dziecko i przestępstwo, wyd. II (1925),
- Kodeks postępowania karnego. Komentarz., Kraków 1933,
- Kodeks karny. Komentarz (wraz z prof. Glaserem), Kraków 1934,
- Ustawy karne dodatkowe, Kraków 1934,
- Wzory do kodeksu postępowania karnego, Kraków 1935,
- Kodeks wojskowego postępowania karnego z komentarzem, Warszawa: Wojskowy Inst. Naukowo-Wydawniczy, 1947,
- Wspomnienia: spisane w Łodzi w latach 1949–1955 (wydane pośmiertnie), Warszawa 2008.

Źródło:.

## Ordery i odznaczenia
- Krzyż Komandorski z Gwiazdą Orderu Odrodzenia Polski (10 listopada 1927)[8]
- Krzyż Komandorski Orderu Odrodzenia Polski (2 maja 1923)[9][10]
- Krzyż Wielki Orderu św. Sawy (Jugosławia)
- Krzyż Komandorski z Gwiazdą Orderu Gwiazdy Rumunii (Rumunia)[11]